# Famille Brice
 (janvier 2013).
Si vous disposez d'ouvrages ou d'articles de référence ou si vous connaissez des sites web de qualité traitant du thème abordé ici, merci de compléter l'article en donnant les références utiles à sa vérifiabilité et en les liant à la section « Notes et références ».
Pour les articles homonymes, voir Brice.
Cette page explique l’histoire ou répertorie les différents membres de la famille Brice.
La famille Brice, est une famille de peintres originaire de la ville de Saint-Venant (France) et établie à Bruxelles dès le XVIIIe siècle à la cour de Charles-Alexandre de Lorraine.

## Généalogie (non exhaustive) de la famille du peintre Ignace Brice
I. Pierre-François Brice, baptisé le 26 novembre 1714 à Saint-Venant, France, mort le 13 mai 1794 à Bruxelles, peintre décorateur, s'établit à Bruxelles vers 1735-36, épousa à Bruxelles (Finistère) Jeanne-Marie Vandaele, fille de Josse et de Marie Deglabbais. Dont :
II. Antoine Brice, artiste-peintre, professeur à l'Académie de peinture, de sculpture et d'architecture de Bruxelles, né le 26 mai 1752 à Bruxelles où il est mort le 23 janvier 1817, épousa le 24 novembre 1789 en l'église de Saint-Nicolas, Catherine Leroux, originaire de Lembeek. Dont :
1) Jeanne-Françoise Brice, artiste peintre, exposa aux Salons de Bruxelles de 1813 et 1815, épousa à Bruxelles Corneille Du Bois, né à Bruxelles le 29 mai 1787, avoué au Tribunal Civil de Louvain, puis avocat.
2) Marie-Joseph Brice, née le 17 août 1792, épousa à Bruxelles Julien-Joseph Flanneau, né à Bruxelles le 12 mars 1795, directeur au Ministère de la Guerre, officier de l'ordre de Léopold, mort à Saint-Josse-ten-Noode le 7 octobre 1885. Dont (entre autres) :
A) Eugène Flanneau, architecte, né à Bruxelles le 7 octobre 1821, épousa Elvire Englebert, dont (entre autres) :
a) Octave Flanneau, architecte, né à Bruxelles le 11 juin 1860, épousa à Bruxelles, le 4 juillet 1887, Marie-Thérèse Crocq, née à Bruxelles le 20 octobre 1864, fille de Jean Joseph Crocq, docteur en médecine, sénateur, et de Marie Elisabeth Alphonsine Christiaens. Dont (entre autres) :
aa) Gabrielle Flanneau, née à Bruxelles le 31 décembre 1888, épousa Lambert Jadot, ingénieur électricien, notamment à la tête de la Compagnie BCK. Dont (entre autres) :
aaa) Monseigneur Jean Jadot, archevêque et délégué apostolique au Laos (en), Singapour (en) et Malaisie (en), pro-nonce apostolique en Thaïlande (en), au Gabon (en) et au Cameroun et délégué apostolique en Guinée équatoriale (en) puis délégué apostolique aux États-Unis.
3) Ignace Brice, suit sous III.
4) Jean-Baptiste Mathieu Brice, baptisé à Bruxelles le 3 mars 1798, mort le 6 avril 1818 à Bruxelles, artiste peintre, présenta au Salon de Bruxelles de 1813 un dessin "Pyrame et Thisbé".
5) Jeanne Brice, née à Bruxelles le 28 floréal an VIII, épousa à Bruxelles Pierre Auguste Flanneau, alors étudiant en droit, né à Bruxelles le 6 germinel an IX, fils d'Étienne Joseph Flanneau et de Rosaline Joseph Wynand.

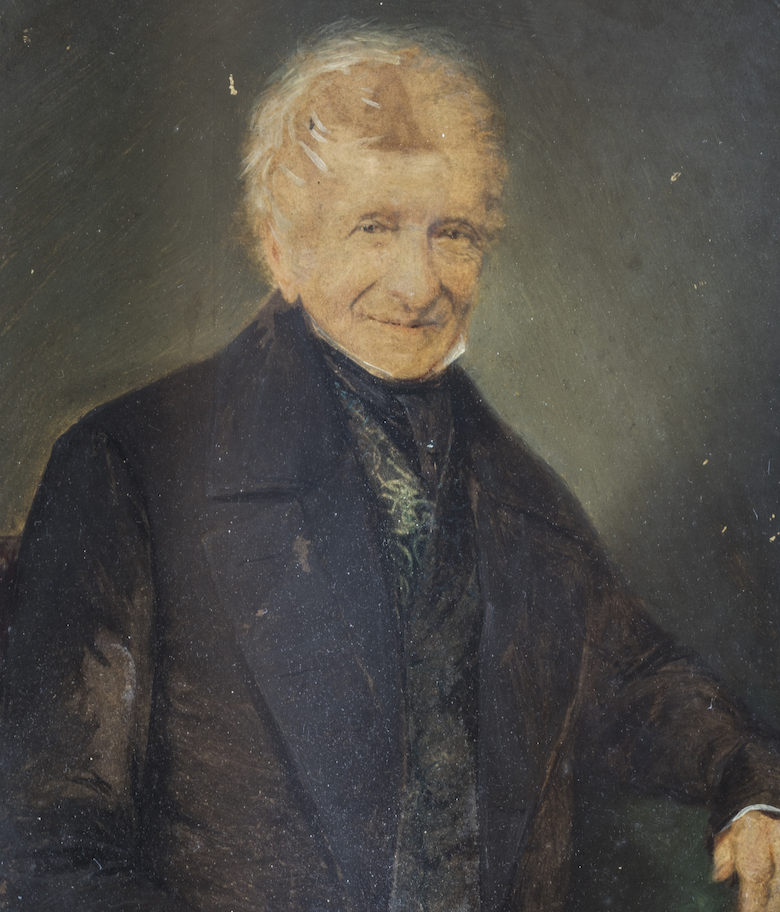
Portrait par Ignace Brice de son beau-père Jean-Baptiste Van Dievoet (1775-1862), époux de Catherine-Jeanne Cuerens (peint en 1856).

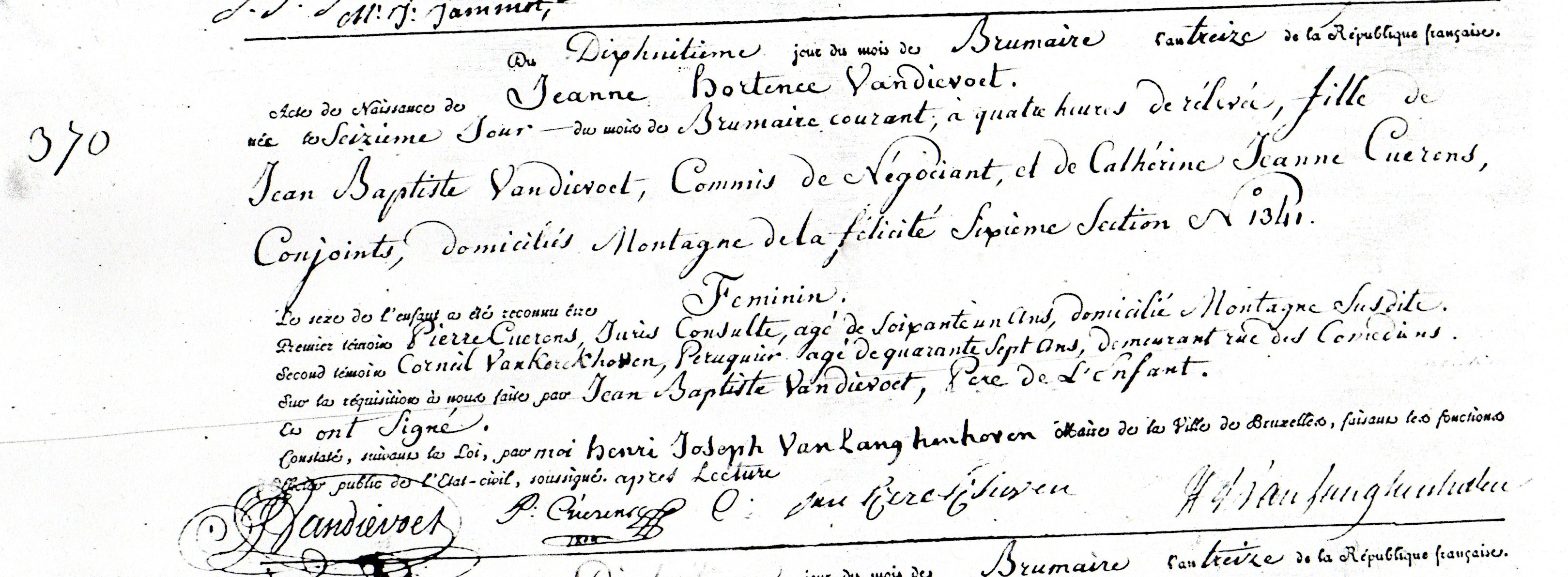
Bruxelles, acte de naissance de Hortense Van Dievoet, née à Bruxelles le 16 Brumaire de l'an XIII (7 novembre 1804), qui épousera à Bruxelles le 25 août 1825, le peintre Ignace Brice.

III. Ignace Brice, artiste-peintre, fils d'Antoine et de Catherine Leroux, né à Bruxelles le 2 avril 1795 et décédé à Saint-Josse-ten-Noode le 10 août 1866. Enterré également au cimetière de Laeken dans le caveau Brice-van Dievoet (section p. 6), Ignace Brice fut élève de l'Académie de Bruxelles et de son père Antoine Brice. Il est un des fondateurs de la Société des Beaux-Arts de Bruxelles. Il peignit le genre et le portrait et continua le cours de dessin organisé par son père. Brice était un dessinateur de talent. Il épousa à Bruxelles le 25 août 1825, Jeanne-Hortense Van Dievoet, née à Bruxelles le 16 brumaire an XIII (7 novembre 1804), décédée à Saint-Josse-ten-Noode le 3 avril 1854 et enterrée au cimetière de Laeken dans le caveau Brice-van Dievoet (section p. 6), fille de Jean-Baptiste Van Dievoet, et de Catherine Jeanne Cuerens, petite fille de Jean-Baptiste Van Dievoet et de Anne-Marie Lambrechts.
Ignace Brice et Hortense Van Dievoet eurent:
IV. Catherine-Jeanne-Eugénie Brice, née à Bruxelles le 27 avril 1827 et décédée à Saint-Josse-ten-Noode, avenue Galilée no 1, le 23 mars 1909. Elle épousa à St-Josse-ten-Noode le 14 octobre 1848 Adrien-Joseph-Eugène Oorlof, né à Bruxelles le 14 novembre 1820, fils de Pierre Oorlof, avoué à la Cour supérieure de Justice de Bruxelles, et de Dame Marie-Antoinette-Pétronille Thielens. Il décéda le 27 novembre 1895, no 1, avenue Galilée. Ils sont morts sans descendance.

## Membres
- Pierre-François Brice
- Antoine Brice
- Ignace Brice
- Famille Flanneau
- Eugène Flanneau
- Octave Flanneau
- Famille Van Dievoet
- Saint-Venant

## Pour approfondir